# بل ای‌آراچ-۷۰ آراپاهو
بل ای‌آراچ-۷۰ آراپاهو (به انگلیسی: Bell ARH-70 Arapaho) یک بالگرد ساختِ کارخانهٔ بل هلیکوپتر در کشور ایالات متحده آمریکا و کانادا است. این بالگرد برای نخستین بار در ۲۰ ژوئیه ۲۰۰۶ میلادی مورد استفاده قرار گرفت.